# 129954 Corksauve
129954 Corksauve este o planetă minoră (asteroid) din centura de asteroizi. A fost descoperită pe 3 octombrie 1999 la Catalina Station⁠(d) de Catalina Sky Survey. 
Obiectul prezintă o orbită caracterizată de o semiaxă mare de 2,5543473217858 UAi, o excentricitate de 0,12, o înclinație de 4,8 ° în raport cu ecliptica.